# Virsliga 2007
La Virsliga 2007 fue la 17.ª edición del torneo de fútbol más importante de Letonia tras su independencia de Unión Soviética y que contó con la participación de 8 equipos.
El FK Ventspils gana su segunda liga de manera consecutiva.

## Clasificación
| Pos. | Equipo             | Pts. | PJ | G  | E | P  | GF | GC | Dif. | Clasificación                                 |
| ---- | ------------------ | ---- | -- | -- | - | -- | -- | -- | ---- | --------------------------------------------- |
| 1    | Ventspils (C)      | 60   | 28 | 18 | 6 | 4  | 59 | 16 | +43  | Primera Ronda Clasificatoria Champions League |
| 2    | Liepājas Metalurgs | 58   | 28 | 18 | 4 | 6  | 42 | 21 | +21  | Primera Ronda Clasificatoria UEFA Cup         |
| 3    | Rīga               | 57   | 28 | 17 | 6 | 5  | 48 | 28 | +20  | Primera Ronda Intertoto Cup                   |
| 4    | Skonto             | 55   | 28 | 16 | 7 | 5  | 54 | 27 | +27  |                                               |
| 5    | Daugava Daugavpils | 33   | 28 | 9  | 6 | 13 | 33 | 38 | −5   |                                               |
| 6    | Jūrmala            | 26   | 28 | 7  | 5 | 16 | 28 | 51 | −23  |                                               |
| 7    | Dinaburg           | 20   | 28 | 6  | 2 | 20 | 23 | 58 | −35  |                                               |
| 8    | Olimps Rīga        | 8    | 28 | 2  | 2 | 24 | 15 | 63 | −48  |                                               |

 Fuente: 

## Partidos
| Local \ Visitante  | DAU | DIN | JŪR | MET | OLI | RĪG | SKO | VEN |
| ------------------ | --- | --- | --- | --- | --- | --- | --- | --- |
| Daugava Daugavpils |     | 1–3 | 1–0 | 1–2 | 2–0 | 1–3 | 1–3 | 1–1 |
| Dinaburg           | 2–1 |     | 0–0 | 1–2 | 1–0 | 0–2 | 2–2 | 2–4 |
| Jūrmala            | 1–2 | 1–0 |     | 3–4 | 5–0 | 0–0 | 1–2 | 3–1 |
| Liepājas Metalurgs | 3–1 | 2–1 | 2–0 |     | 1–0 | 0–0 | 0–2 | 2–0 |
| Olimps Rīga        | 1–1 | 0–2 | 0–2 | 1–2 |     | 2–3 | 1–4 | 1–1 |
| Rīga               | 3–2 | 2–0 | 2–0 | 3–0 | 3–2 |     | 1–0 | 1–0 |
| Skonto             | 3–1 | 3–0 | 2–2 | 0–4 | 1–0 | 4–4 |     | 0–0 |
| Ventspils          | 3–1 | 4–0 | 1–1 | 0–2 | 2–0 | 1–0 | 2–0 |     |

| Local \ Visitante  | DAU | DIN | JŪR  | MET | OLI | RĪG | SKO | VEN |
| ------------------ | --- | --- | ---- | --- | --- | --- | --- | --- |
| Daugava Daugavpils |     | 1–0 | 5–0  | 0–1 | 1–0 | 2–2 | 1–1 | 0–0 |
| Dinaburg           | 0–2 |     | 3–0  | 0–1 | 1–2 | 0–1 | 0–4 | 0–3 |
| Jūrmala            | 0–1 | 3–0 |      | 1–1 | 0–2 | 2–0 | 0–1 | 0–1 |
| Liepājas Metalurgs | 0–0 | 4–1 | 3–0  |     | 1–0 | 2–0 | 0–1 | 0–2 |
| Olimps Rīga        | 0–1 | 2–3 | 1–2  | 0–3 |     | 0–2 | 0–3 | 0–5 |
| Rīga               | 2–1 | 3–1 | 2–1  | 2–0 | 4–0 |     | 2–2 | 0–0 |
| Skonto             | 3–1 | 2–0 | 4–0  | 0–0 | 3–0 | 3–0 |     | 0–1 |
| Ventspils          | 1–0 | 6–0 | 10–0 | 1–0 | 4–0 | 2–1 | 3–1 |     |

## Goleadores
| # | Nombre             | Club                  | Goles |
| - | ------------------ | --------------------- | ----- |
| 1 | Vits Rimkus        | FK Ventspils          | 20    |
| 2 | Andrei Nikolayev   | FK Rīga               | 15    |
| 3 | Ģirts Karlsons     | FK Liepājas Metalurgs | 12    |
| 4 | Mikalay Ryndzyuk   | FK Daugava Daugavpils | 11    |
| 5 | Vitālijs Astafjevs | Skonto FC             | 7     |
| 5 | Kristaps Blanks    | Skonto FC             | 7     |
| 5 | Artjoms Rudņevs    | FK Daugava Daugavpils | 7     |
| 5 | Aleksejs Višņakovs | Skonto FC             | 7     |
| 5 | Jurijs Žigajevs    | FK Rīga               | 7     |